# リチャード・ケートン・ウッドヴィル (子)
リチャード・ケートン・ウッドヴィル（Richard Caton Woodville Jr. RI ROI、1856年1月7日 – 1927年8月17日）はイギリスの画家、イラストレーターである。戦争画を描いた。父親は同名のアメリカ、ボルチモア生まれの画家、リチャード・ケートン・ウッドヴィル（1825年-1855年）である。

## 略歴
ロンドンに生まれた。ボルチモアの名家出身の父親も才能ある画家であったが、ウッドヴィルが生まれる前にモルヒネの過剰摂取で死亡していた。父親と同じようにデュッセルドルフ美術アカデミーに入学した。戦争画を得意とするヴィルヘルム・カンプハウゼンや、風俗画を得意とするエドゥアルト・フォン・ゲープハルトに学んだ。その後、ロシアやパリで修行し、パリではジャン＝レオン・ジェロームに学んだ。
絵入り週刊新聞「イラストレイテド・ロンドン・ニュース」の特派員、イラストレータとして働き始め、そのレポートは高い評価をえた。「コーンヒル・ マガジン」や「ストランド・マガジン」、「タトラー」といった雑誌にも記事を書いた。1877年の露土戦争にイラストレイテド・ロンドン・ニュースの特派員として派遣され、初めて戦闘の場面を描き、1882年にイギリス軍がエジプトのウラービー革命に介入した戦闘のレポートも行い、多くのスケッチを残し、戦場の写真を友人のフランスの戦争画家アルフォンス・ド・ヌヴィルのために収集した。
1879年にロイヤル・アカデミー・オブ・アーツの展覧会に出展した作品が人気になり、その後もロンドンのバーリントン・ハウスで開かれる展覧会に何度も出展し、21点の戦争画を出展した。1883年にエジプトとの戦争を題材にした作品を出展した後、第二次アフガン戦争やボーア戦争など、同時代の戦争を題材にした作品やナポレオン戦争などの過去の戦争を題材にした。第一次世界大戦が始まると、戦争の場面を描いた作品3点をロイヤル・アカデミー・オブ・アーツの展覧会に出展した。
私生活では1877年に結婚し、1884年に双子の息子、俳優になったAnthony Caton Woodvilleと画家になったWilliam Passenham Caton Woodvilleが生まれたが、1892年に妻から離婚裁判を起こされた。生活は苦しくなり、1905年には破産宣告を受けた。
1927年に死体で発見され、死因審問で拳銃による自殺と判定された。

## 作品

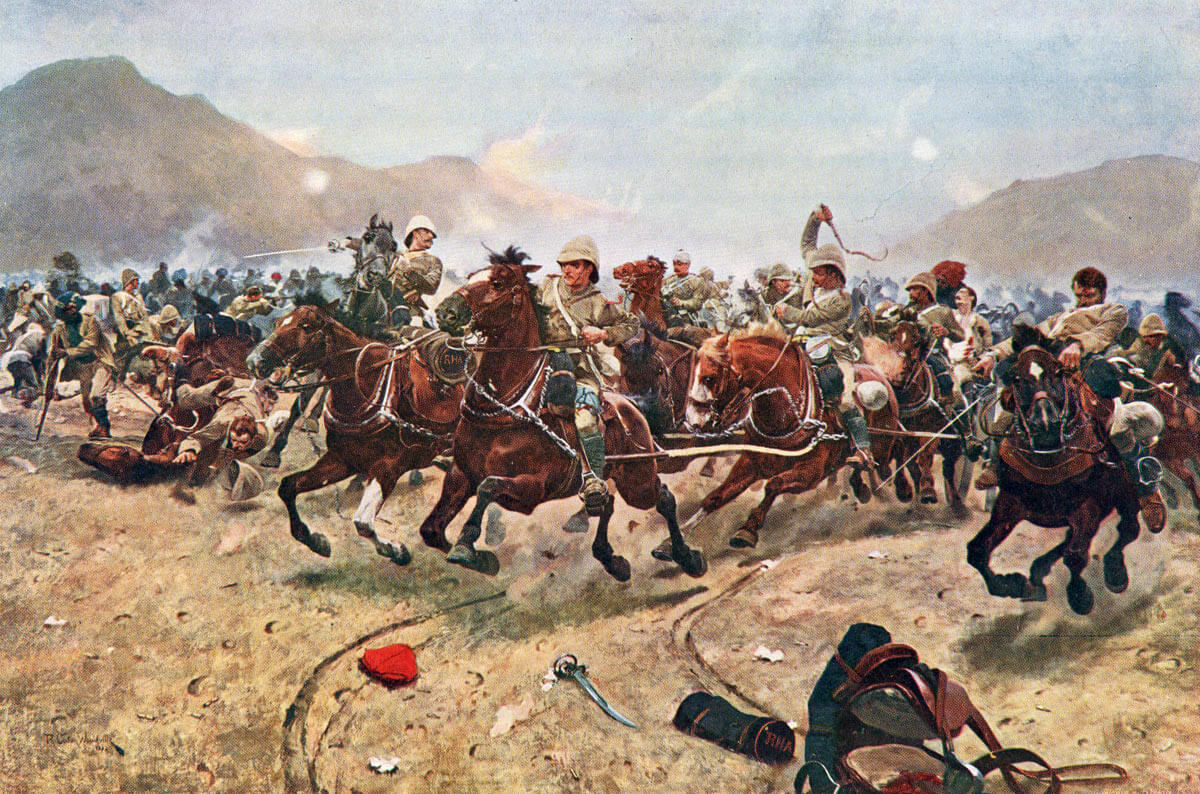
第二次アフガン戦争のイギリス軍
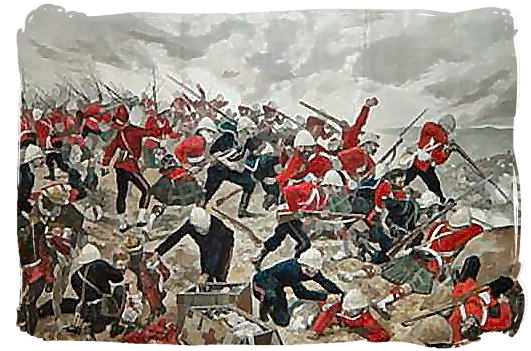
ボーア戦争のBattle of Majuba Hill
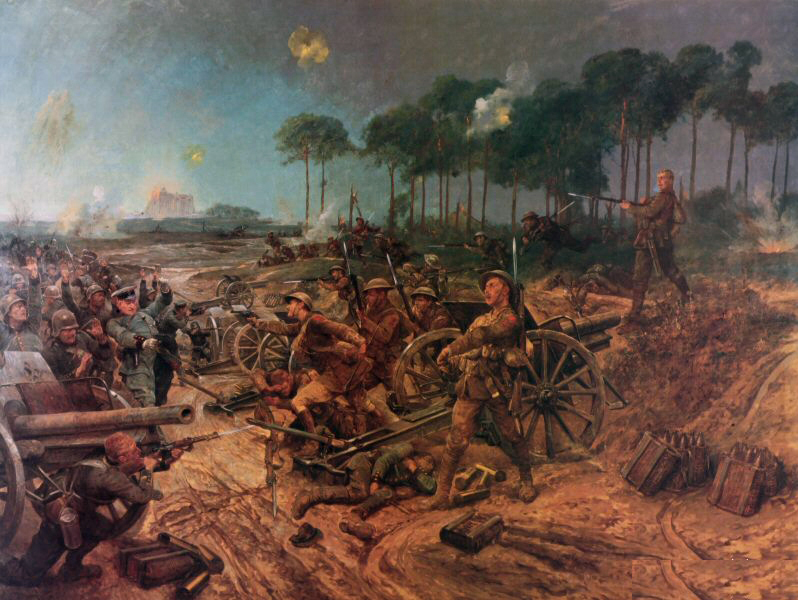
第一次世界大戦のマンチェスター連隊の戦い

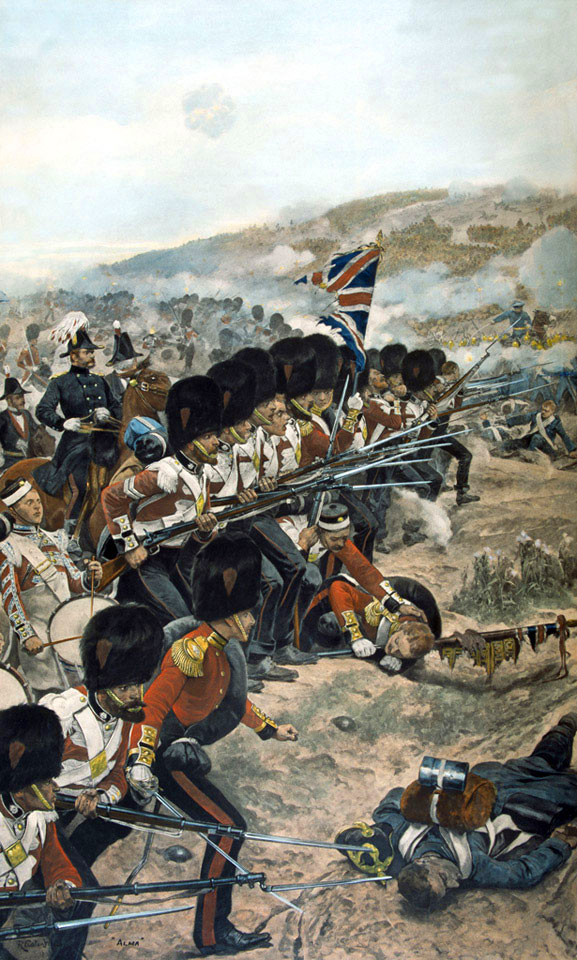
「アルマの戦い(クリミア戦争)」
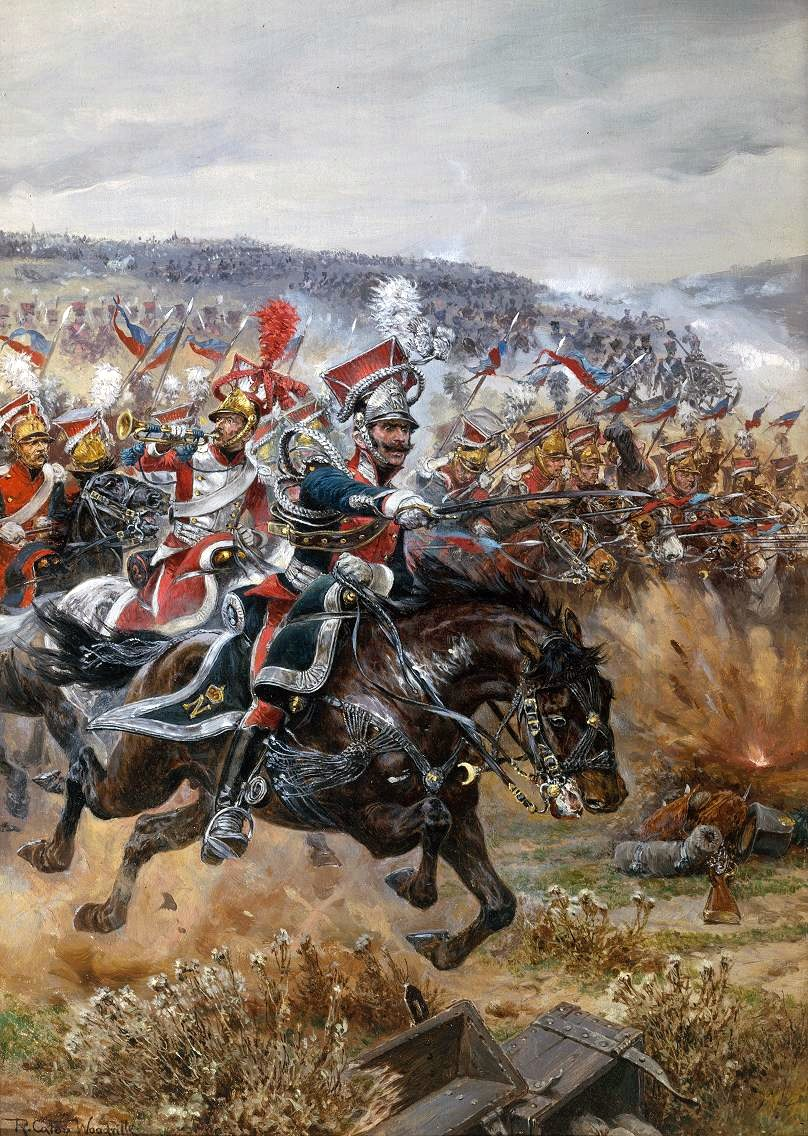
ライプツィヒの戦いで突撃するポニャトフスキ将軍
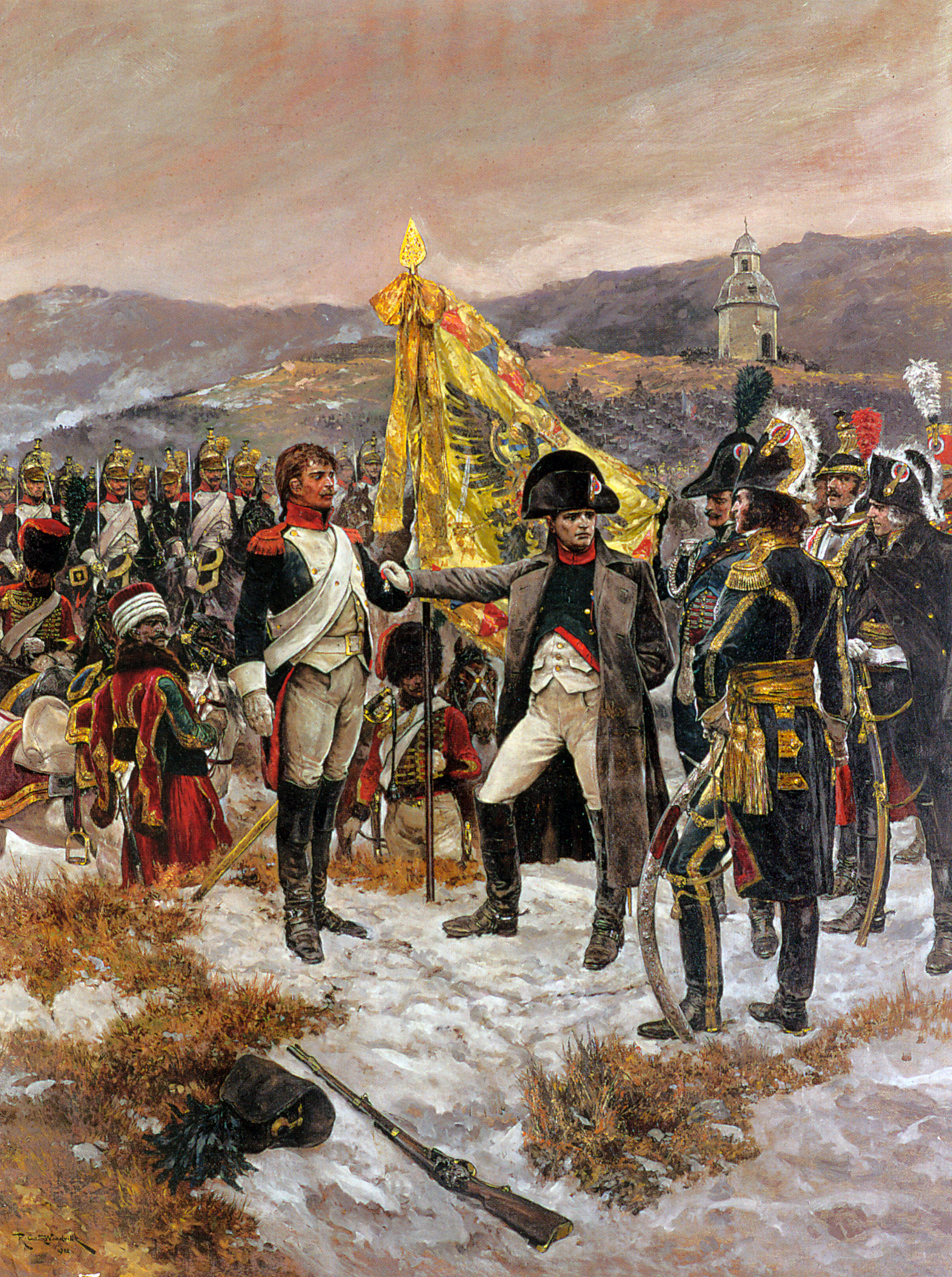
アウステルリッツの戦いの後兵士に叙勲するナポレオン (1889)
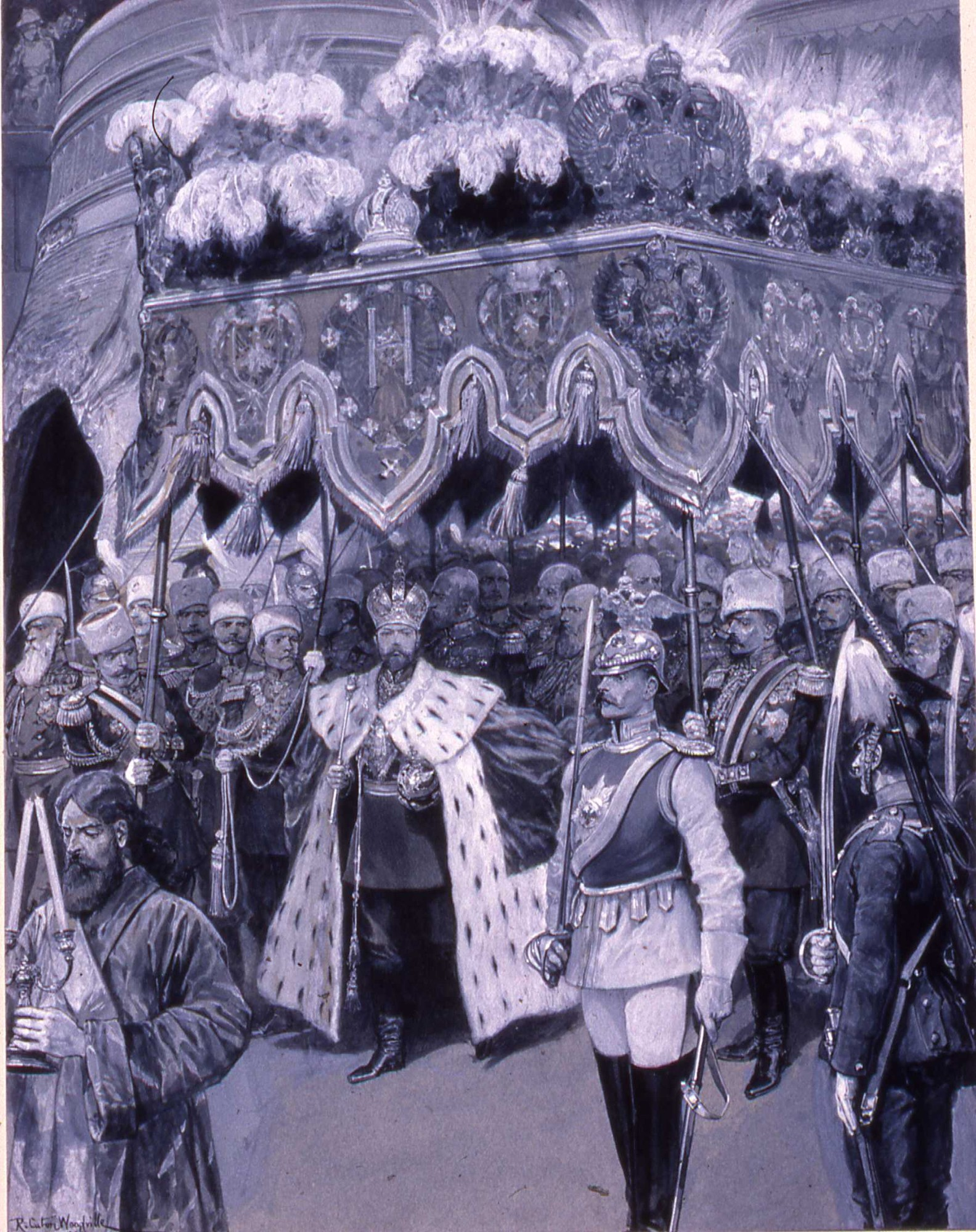
イラストレイテド・ロンドン・ニュースの挿絵、ニコライ2世の戴冠式典」

## 関連図書
- Compton, Roy (January 1897). "A Chat with Caton Woodville". Idler. X (VI): 758–775.
- Harrington, Peter (1993). British Artists and War: The Face of Battle in Paintings and Prints, 1700–1914. London: Greenhill.
- Mayhew, Athol (July–December 1884). "Battle Painters of the XIXth Century. 1. Richard Caton Woodville". Illustrated Naval and Military Magazine. I: 50–54.
- T.H.L. (7 December 1895). "R. Caton Woodville". Illustrated London News: 1–3.
- Warren, Arthur (July 1906). "R. Caton Woodville, Artist and War Correspondent". Captain. XV (88): 290–299.
- Woodville, Richard Caton. Random Recollections (1914) London: Eveleigh Nash.